# Hildrun Claus
Hildrun Claus (poročena Laufer), nemška atletinja, * 13. maj 1939, Dresden, Nemčija.
Nastopila je na poletnih olimpijskih igrah v letih 1960 in 1964, leta 1960 je dosegla uspeh kariere z osvojitvijo bronaste medalje v skoku v daljino, leta 1964 je bila sedma. Dvakrat je postavila svetovni rekord v skoku v daljino, ki ga je držala med letoma 1960 in 1961.